# Elie Pilet
Elie Pilet, noto in italiano come Elia (Francia, ... – 1287) è stato patriarca latino di Gerusalemme dal 1279 fino alla sua morte nel 1287.
Nativo della Francia, fu vescovo di Périgueux dal 19 aprile 1268. Il 10 maggio 1279 fu elevato alla sede patriarcale di Gerusalemme da papa Niccolò III a fronte del rifiuto perseverante di Giovanni da Vercelli, Maestro generale dei dominicani.
Morì in carica nel 1287.